# Кровавая барыня
«Кровавая барыня» — российский историко-драматический телесериал с элементами триллера по мотивам биографии помещицы Дарьи Салтыковой. Премьера состоялась 19 февраля 2018 года на телеканале «Россия-1».

## Сюжет
XVIII век, Российская империя. Воспитанная в монастыре, куда она была определена отцом, посчитавшим, что дочь безумна, собирающаяся стать монахиней Дарья узнаёт, что отец выдаёт её замуж, и возвращается к мирской жизни. Выйдя замуж, вместе с супругом — ротмистром лейб-гвардии Конного полка — она селится в Москве, где у неё развивается роман с родственником её супруга Сергеем Салтыковым. Жена отказывается от половых отношений с мужем, после чего тот начинает изменять ей со служанкой Аксиньей. Салтыкова испытывает к ней неприязнь, избивает её, на фоне чего у Дарьи возникает конфликт с мужем, закончившийся убийством последнего. С помощью слуг она маскирует убийство под несчастный случай. После этого родственники пытаются забрать у неё имущество, но тщетно.
Дарья Салтыкова уезжает в свою подмосковную усадьбу Троицкое, где за несколько лет замучивает и убивает более сотни подвластных ей крепостных крестьян. Особенно она не любит девушек и молодых женщин. В частности, там была убита служанка Аксинья.
Жалобы крестьян местным властям приводят лишь к наказаниям жалобщиков. Салтыкова хорошо подготовилась на случай, если власти решат провести проверку в её имении, поэтому проверка ничего не дала. Но крестьянке Насте и женившемуся на ней землемеру Дмитрию Тютчеву удалось подать жалобу императрице Екатерине II, которая заинтересовалась Салтыковой из-за того, что к ней попало письмо, содержавшее информацию о том, что наследник престола Павел рождён от Сергея Салтыкова. Сама же Дарья сходит с ума, окружает свои земли укреплениями, убивает князя Цицианова. Недовольство ею появляется среди местных помещиков. Сильное влияние над ней приобретает знахарка, стремящаяся убить крепостных. Начинается следствие, однако Салтыкова не признаёт вины даже под угрозой пыток.
Приговорённую к смертной казни помещицу Екатерина II в последний момент помиловала, заменив наказание на пожизненное заключение. Настя и Дмитрий Тютчевы забирают Серёжу, сына Салтыковой.

## В ролях
| Актёр                  | Роль                                                                                |
| ---------------------- | ----------------------------------------------------------------------------------- |
| Юлия Снигирь           | помещица Дарья Салтыкова                                                            |
| Фёдор Лавров           | ротмистр лейб-гвардии Конного полка Глеб Андреевич Салтыков, муж Дарьи Салтыковой   |
| Северия Янушаускайте   | императрица Екатерина II                                                            |
| Кристина Бабушкина     | Авдотья Ильинична Ковалёва крестьянка, правая рука Дарьи Салтыковой                 |
| Анастасия Уколова      | Настя крестьянка, дочь Авдотьи и Глеба Салтыкова                                    |
| Юрий Цурило            | Николай Автономович Иванов, столбовой дворянин, отец Дарьи Салтыковой               |
| Алёна Лисовская        | Анна Ивановна Иванова, столбовая дворянка, мать Дарьи Салтыковой                    |
| Пётр Рыков             | Сергей Салтыков, родственник мужа Салтыковой и первый фаворит императрицы Екатерины |
| Марта Тимофеева        | Дарья Салтыкова в детстве                                                           |
| Валерий Якупов         | Тихон, слуга Ивановых                                                               |
| Влад Соколовский       | Дмитрий Фёдорович Тютчев, землемер                                                  |
| Ксения Непотребная     | княжна\баронесса Юлия Богданова                                                     |
| Екатерина Копанова     | Аксинья, крестьянка, любовница Глеба Салтыкова                                      |
| Игорь Ясулович         | князь Иван Гаврилович Цицианов, помещик                                             |
| Сергей Неудачин        | Степан, слуга Цицианова                                                             |
| Михаил Васьков         | Николай Петрович Салтыков, дядя Глеба и Сергея Салтыковых                           |
| Валентин Варецкий      | Петр Петрович Салтыков дядя Глеба и Сергея Салтыковых                               |
| Дмитрий Куличков       | Степан, поп                                                                         |
| Даниил Муравьев-Изотов | Серёжа Салтыков, сын помещицы Салтыковой                                            |
| Марина Дианова         | Хавронья Андреевна Комарова                                                         |
| Александр Никольский   | Федор Степанович Рокотов, художник                                                  |
| Геннадий Макоев        | генерал-губернатор Москвы                                                           |
| Сергей Шеховцов        | Игнатий Федотов, управляющий имением Салтыковых                                     |
| Анастасия Уколова      | Настя                                                                               |
| Анастасия Матвеева     | Дуня                                                                                |
| Мария Дубина           | фрейлина Августина                                                                  |
| Сергей Шаталов         | Степан                                                                              |
| Егор Харламов          | Ермолай Кудряшов                                                                    |
| Руслан Сабиров         | Андрей, жених Аксиньи                                                               |
| Артем Лощилин          | Иван, крестьянин, кучер Дарьи Салтыковой                                            |
| Мария Бердинских       | Фёкла, крестьянка                                                                   |
| Анна Гуляренко         | Наталья, мать Фёклы                                                                 |
| Анатолий Узденский     | Викентий Петрович, доктор                                                           |
| Александр Числов       | Алёшка, слуга доктора                                                               |
| Ярослав Ефременко      | брат кухарки                                                                        |
| Игорь Абраменков       | Гайдук, разбойник                                                                   |
| Татьяна Кузнецова      | знахарка                                                                            |
| Лилия Пысларь          | Аделаида Ивановна Потоцкая, помещица                                                |
| Павел Комаров          | Митрофанушка, сын Потоцкой, недоросль                                               |
| Юрий Шлыков            | канцлер                                                                             |
| Александр Асташёнок    | Станислав Понятовский, второй фаворит императрицы Екатерины                         |
| Евгений Кулаков        | великий князь Пётр Фёдорович                                                        |
| Даниил Коновалов       | великий князь Павел Петрович                                                        |
| Иван Агапов            | генерал Фёдор Ильич Кобзев, начальник московского сыска                             |
| Антон Аносов           | Аркадий Семёнович Хлыщинский, следователь московской юстиц-коллегии                 |
| Екатерина Дурова       | матушка-настоятельница Знаменского монастыря                                        |
| Юрий Внуков            | Илья Панкратович Безобразов, помещик                                                |
| Михаил Владимиров      | князь Мансуров, помещик                                                             |

## Съёмки
Съёмки проходили в 2016 году и летом 2017 года в Москве, Ростове и Костроме.
Зимний период снимали в Москве, в Юсуповских палатах. Финальная сцена была снята в Крутицком подворье. Музей «Костромская слобода» изображал одну из деревень помещицы Салтыковой.
Съёмки сцены бала в доме Ростопчиных снимались в ресторане «Серебряный век» в центре Москвы.
Поместье Троицкое не сохранилось, на его месте сейчас располагается Посёлок завода Мосрентген, из зданий тех лет осталась только церковь Святой Троицы, и в фильме поместье пришлось составлять из нескольких объектов в Подмосковье и Костроме. В Костроме же снят эпизод, где Салтыкова заходит на службу в церкви, а также сцена крещения.
Исполнительница главной роли Юлия Снигирь сначала отказалась от роли — не хотела играть Салтыкову, но потом, посчитав, что «согласиться на роль, когда совершенно не понимаешь, как её играть — это профессиональный вызов», согласилась, всё время пытаясь найти оправдание героине:
Конечно, она не была здоровым человеком. Мы можем лишь предположить, что именно творилось в её голове. Мне показалось, что Дарья всю жизнь находилась в диалоге с Богом. Она то благодарила его, то злилась. Даже конкурировала с Ним. Она считала, что «право имеет», понимаете? На всё. И не нужно забывать, что в то время жестокое обращение с крестьянами было нормой. Просто неуправляемые вспышки гнева и страшная параноидальность Салтычихи довели эту ситуацию до крайней степени. Её жестокость невозможно оправдать, но к ней самой всё же можно проникнуться жалостью. Мне очень, очень жаль Дарью — но именно ту Дарью, какую я пыталась показать.
… Я всегда любила сказки Бажова. За красоту и мистику. Когда я играла Салтычиху, думала о Хозяйке Медной горы, конечно. … Сложнее я в своей жизни не играла.
Игравший сына Салтыковой 10-летний актёр Даниил Муравьев-Изотов сказал, что из всех актёров, с которыми он снимался до этого в 30 фильмах, больше всего ему запомнилась Юлия Снигирь: «Мы с ней изображали маму и сына в „Кровавой барыне“. Там была сцена, где Юля меня ругает, а я плачу. Так вот она так сыграла, что мне даже настраиваться не пришлось — сразу заревел».

## Фестивали и награды
Сериал отмечен призом «Лучшая женская роль в сериале» (Юлия Снигирь) III-го Кинофестиваля «17 мгновений…» имени Вячеслава Тихонова (2019).

## Список эпизодов
| № в сериале | Название серии       | Содержание |
| ----------- | -------------------- | --- |
| 1           | Приглашение на казнь | 17 октября 1768 года. На Красной площади в Москве готовятся к казни Дарьи Салтыковой. Но в последний момент Екатерина решает помиловать душегубицу и заменяет казнь пожизненным заточением. Никто не может понять, что повлияло на смягчение приговора, и только два человека знают истинную причину. 1750 год. Знатный московский миллионщик Николай Иванов с тревогой замечает в своей единственной дочке Дарье признаки безумия. Церковь принимает её в свою обитель. Девочка проводит там долгие десять лет, не помышляя о мирской жизни. Больше всего она мечтает стать монахиней. Но сообщение о скором замужестве вынуждает Дарью вернуться в отчий дом. |
| 2           | Богомолица           | На первом балу, где Дарью Иванову показывают свету, вчерашняя монашка знакомится с родственником мужа Сергеем Салтыковым, видным красавцем. Жених Дарьи — наследник большого состояния Глеб Салтыков. Но его надеждам на счастливую семейную жизнь с красавицей-женой не суждено оправдаться. Сердце Дарьи уже занято. Она влюблена в Сергея. Замужество — страшное наказание, но ослушаться отца Дарья не смеет. Салтыков, разъярённый отношением жены, превращает её жизнь в кошмар. Дарья оказывается заложницей своего бесправного положения. Единственное спасение — редкие встречи с любимым. |
| 3           | Любовные письма      | Умирает отец Дарьи, теперь она наследница огромного состояния. Но перед смертью Иванов успевает рассказать зятю о страшной семейной тайне. Глеб шантажирует жену. Он может снова заточить её в монастырь, если только она не согласится на его условие. Дарья вынуждена уступить. Ей ничего не жаль, лишь бы хоть изредка видеть возлюбленного. Тем временем Сергей проигрывает колоссальную сумму в карты. Дарья спасает его от позора, всё больше загоняя себя в ловушку. Но вместо благодарности — ещё одно предательство. |
| 4           | Фаворит              | Дарья ждёт ребёнка. Сергей, ведомый своими амбициями и покорный воле семьи Салтыковых, призван ко двору. Никого не удивляет, что в Петербурге остроумный красавец становится первым фаворитом Екатерины. Верная служанка Авдотья убеждает Дарью избавиться от ребёнка, но у неё иной план. Чтобы помочь барыне, Авдотья обращается к деревенской знахарке. Вместо денег за услуги та просит крестик Дарьи. Екатерина рожает наследника. Боясь сплетен, она отправляет Сергея Салтыкова за границу. |
| 5           | Чёрная вдова         | Смерть Глеба вызывает массу вопросов, идёт следствие. Дядья Салтыковы не верят в несчастный случай. Теперь все деньги Глеба переходят к его вдове, а это не входит в их планы. Они намерены заставить Дарью отдать наследство, хотят стать её опекунами. На кону — огромное состояние, дядья не готовы отступать. Дарье приходится бороться, она спасает сына Серёжу. На похороны Глеба приезжает Сергей Салтыков, страсть вспыхивает с новой силой, они снова вместе. Сергей знакомится с сыном, и Дарья уверена: теперь ничто не сможет помешать её счастью, они наконец станут настоящей семьёй. |
| 6           | Помни меня           | После отравленного вина Дарья едва остаётся в живых. Случившееся не только оставляет глубокий шрам в её и без того мятущейся душе, но и заставляет осознать, что её жизни, жизни вдовы с маленьким ребёнком, унаследовавшей состояние двух семей, теперь всегда угрожает опасность. К счастью, она успела обезопасить себя, выкрав письмо Екатерины с локоном будущего императора. Дарья поспешно удаляется в Троицкое, родовое поместье покойного мужа, самых молодых и крепких землепашцев сгоняет в свою армию гайдуков. В поместье она узнаёт о том, что у Глеба, оказывается, была внебрачная дочка Настя. |
| 7           | Новая жизнь          | Среди высокородных дворян немало охотников за богатством вдовы, помещики ждут знакомства с новой соседкой. Однако Дарья сторонится визитов и дружбы. Настя теперь нянька Серёжи. Чтобы немного развеселить бледного и слабого ребёнка, она ведёт его на прогулку, знакомя со знатным, но бедным князем Цициановым. К сожалению, невинная шалость оборачивается кошмаром. Дарья, боясь за безопасность сына, сурово наказывает Настю, а исполнить наказание поручает её матери Авдотье. Горничная Аксинья решается рассказать своему жениху Андрюхе о связи с барином… |
| 8           | Званый ужин          | Дарья устраивает приём, она хочет развеселить сына и проявить уважение к соседям. На большой праздник она приглашает и своих врагов — дядьёв Салтыковых. Дарья готова купить своё спокойствие и безопасность сына, а заодно показать то самое письмо, свою охранную грамоту. Дядья хотят во что бы то ни стало заполучить эту бумагу. Среди гостей и давняя подруга Дарьи по монастырю — княжна Богданова. Она рассказывает последние столичные новости. Так Дарья узнаёт, что Сергей стал фаворитом императрицы. Затихшая обида от пережитого возвращается вновь. |
| 9           | Длинный язык         | Страшные слухи о барыне из Троицкого доходят и до соседей. Дарья ищет утешения в церкви. Местный поп Степан отпускает ей грехи, но молитва не приносит душе Дарьи облегчения, страшное предчувствие и кошмары посещают её всё чаще. Раскаянье сменяют приступы гнева. Серёжа с Настей отселены во флигель, крепостным велено не покидать поместье, а несчастную Фёклу, что проболталась про барыню, ждёт страшное наказание. Тут же во дворе поместья собираются все крепостные, чтобы видели, что будет с теми, кто нарушит приказ Дарьи Салтыковой… |
| 10          | Троица               | Лето. Троица. Все крепостные собрались перед барским домом. Андрюха с Аксиньей ждут благословения на свадьбу. Дарья решает поженить крепостных. Аксинью отдают горбуну Гришке, а своему любимцу, немому кучеру Ивану, она выбирает в жёны лишённую языка Фёклу. Гайдукам вместо женитьбы другая награда: ни в чём отказа не знать. Управляющий пытается защитить деревенских, но силы не равны. Сергей снова призван Екатериной и назначен наставником собственному сыну… |
| 11          | Русалки              | Управляющий видит, как утром из реки достают его утопшую жену. Всех убитых приказано записать в беглые. Ужасы, которые творятся в поместье, не оставляют ему выбора. В Троицкое приезжает следователь из Москвы. Авдотья проводит его по деревне, в пожарах и гибели крепостных обвиняют их же самих. Поп Степан тут же расхваливает барыню перед московским гостем. Встреча с Дарьей не оставляет сомнений: на Салтыкову наговаривают, она ни в чём не виновата. Екатерина недовольна Сергеем и просит письмо с локоном будущего престолонаследника обратно. Ему во что бы то ни стало надо добыть письмо… |
| 12          | Вернулся…            | Чувства Дарьи, несмотря ни на что, ещё сильны: Сергею она готова простить всё что угодно. Она уговаривает его бежать, забрать сына и уехать за границу. Сергей в смятении: Екатерина ждёт его с письмом, но прежнее положение при дворе ему уже не занять. Дарья настаивает на немедленном решении, и её горячность пугает Сергея… |
| 13          | Приворот             | Дарья приказывает обнести поместье глухим забором — теперь точно не будет ей покоя. Приступы гнева становятся всё чаще и страшнее, у Дарьи видения. Настя, которая уже знает о том, как на самом деле погиб Глеб, защищает Серёжу от матери, но теперь ей самой нужна помощь. Новым управляющим Дарья назначает Ермолая, безжалостного садиста, который давно приглядел Настю. Во владениях Салтыковой верными гайдуками пойман чужак… |
| 14          | Кровавая барыня      | Забившиеся в страхе крепостные и домашние не узнают жестокую помещицу в гостеприимной госпоже с мечтательным взором. В доме снова воцаряются мир и покой. Тютчев нравится всем, в том числе и Серёже. Дарья снова верит, что счастье ещё возможно. Она стремится вернуть красоту и молодость ради новой любви. Но Тютчев нерешителен, и она готова на всё — в частности, приказывает Авдотье привезти в дом знахарку, чтобы подсказала средство, как помолодеть и расположить к себе юношу… |
| 15          | Возьми моё сердце    | Знахарка окончательно завоёвывает доверие Дарьи, и Авдотья попадает в немилость. Дарья хочет наладить отношения с сыном, но он боится её, а знахарка видит в Сереже помеху, мальчик в опасности. Дарья призывает к себе верного Ивана, но и он её предаёт: теперь Фёкла ему дороже всего. Такого Дарья простить не может. Фёклу жестоко наказывают на глазах у Ивана. Жестокость Дарьи наводит ужас даже на Ермолая. Знахарка уговаривает её избавиться от письма, чуя, что в нём опасность… |
| 16          | И в нём твоя смерть  | Знахарка готовит Дарью к обряду, опаивая зельем. Всех крепостных собирают в только что отстроенной церкви. Беглым Наталье и Федоту так и не удаётся добиться справедливости, их возвращают обратно в Троицкое; участь их понятна. Канцлер из Петербурга приезжает в Москву. Императрице уже известно о событиях в Троицком, и она приказывает немедленно отправиться в поместье и прекратить злодеяния. Ворвавшись в Троицкое, царская гвардия в последний момент спасает несчастных крестьян и возвращает Дарью в реальность: она обвиняется царской властью в убийствах, ей грозит казнь, если только она не вернёт то, что принадлежит царице, — то самое письмо. Но Дарья не спешит его отдавать: понимает, какая власть у неё, пока письмо при ней, и над кем власть… |

## Историческая основа
В соответствии с надписью во вступительных титрах авторы сериала не стремились передать биографию Салтыковой достоверно. Сериал представляет собой довольно беллетризованную экранизацию её жизни. Режиссёр Егор Анашкин определил жанр фильма как «страшная сказка», заметив, что подлинных сведений о биографии Салтыковой практически нет, так как почти все исторические документы были уничтожены по приказу Екатерины II и о жизни Салтыковой документально сегодня известно в основном только из текста самого приговора.
Суд над Салтыковой состоялся в 1768 году, точно была доказана её вина в смерти 38 человек, а ещё в 26 случаях она была «оставлена под подозрением». До самой смерти в 1801 году лишённая дворянского звания Салтыкова просидела в камере московского Ивановского женского монастыря.
По словам создателей фильма, они не хотели защищать героиню, фильм — история о её перерождении: «Ведь Салтычиха когда-то была ребёнком, маленькой девочкой. Что произошло с её душой? Как получилось, что живые люди стали для неё игрушками, которые можно „ломать“, калечить и уничтожать?».

Мы очень просим, даже умоляем зрителей не изучать историю России по нашей кинопостановке. Мы вольно работаем с образами, фактами.
 Считайте, что наша Салтычиха — это Синяя Борода в юбке. Мы просто рассказываем страшную, страшную сказку!— продюсер фильма Илья Неретин

Конечно, в конце 18-го века дворяне в России не слишком-то церемонились с крепостными, но то, что творила Салтыкова, выходило за рамки даже по жестоким меркам того времени.
 По задумке сценаристов, причины, которые довели Салтыкову до кровавых злодеяний, кроются в её личной жизни. Сильная мелодраматическая линия — основа сериала, поэтому зрителям не стоит ждать рассказа об одних лишь зверствах «кровавой барыни».— Артем Гусятинский, обозреватель отдела телевидения ИД «Комсомольская правда»